# Diga della Vasasca
La diga di Vasasca è una diga ad arco situata in Svizzera, nel Canton Ticino, nel territorio dell'ex-comune di Giumaglio aggregatosi al comune di Maggia.

## Descrizione
Inaugurata nel 1967, ha un'altezza di 69 metri e il coronamento è lungo 107 metri. Il volume della diga è di 21 000 metri cubi.
Il lago creato dallo sbarramento, il ha un volume massimo di 0,4 milioni di metri cubi, una lunghezza di 400 metri e un'altitudine massima di 728 m s.l.m. Lo sfioratore ha una capacità di 140 metri cubi al secondo.
Le acque del lago vengono sfruttate dalla Società Elettrica Sopracenerina (SES).